# Laweyan
Laweyan est un kecamatan (district) de la kota de Surakarta dans la province indonésienne de Java central.

## Économie

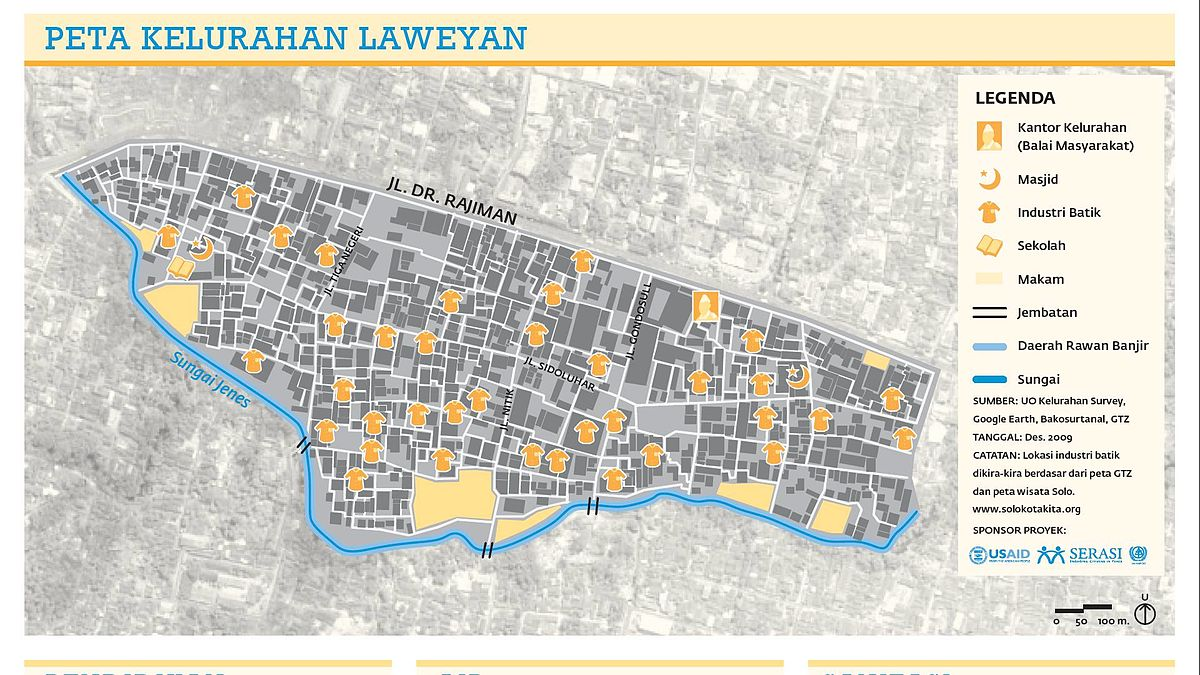
Plan du kelurahan de Laweyan dans le kecamatan

Le kelurahan (village administratif) du même nom est un centre de production et de commercialisation du batik.

## Transport
La gare de Purwosari est un arrêt sur la ligne qui relie Solo à Yogyakarta.

## Histoire
C'est à Laweyan que des commerçants de batik javanais ont en 1911 fondé le Sarekat Dagang Islam ("association musulmane du commerce"), qui l'année suivante en parti politique en prenant le nom de Sarekat Islam.

## Galerie

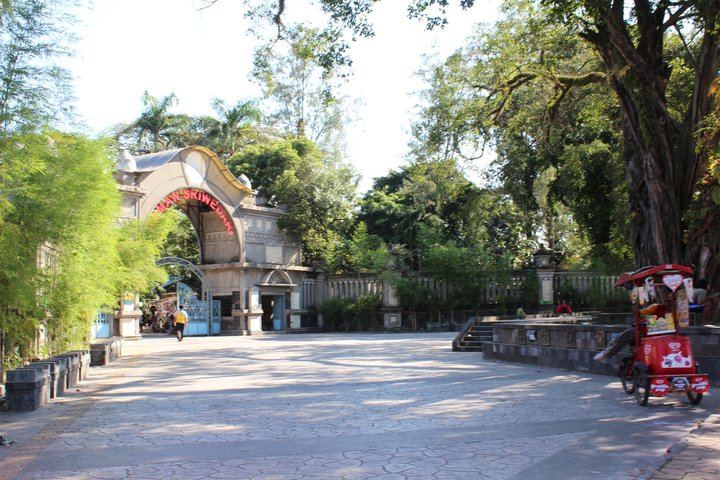
Le parc Sriwedari
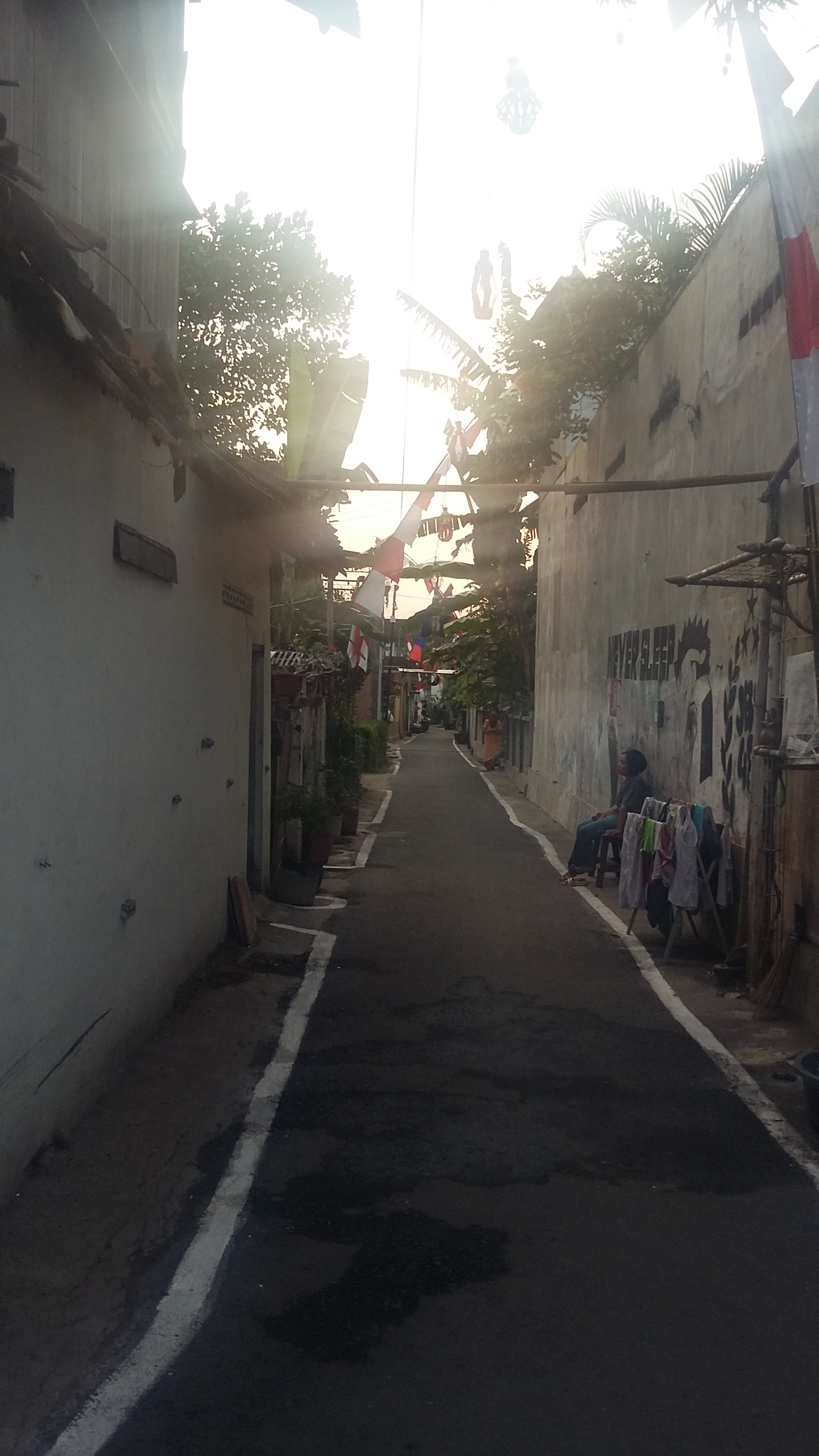
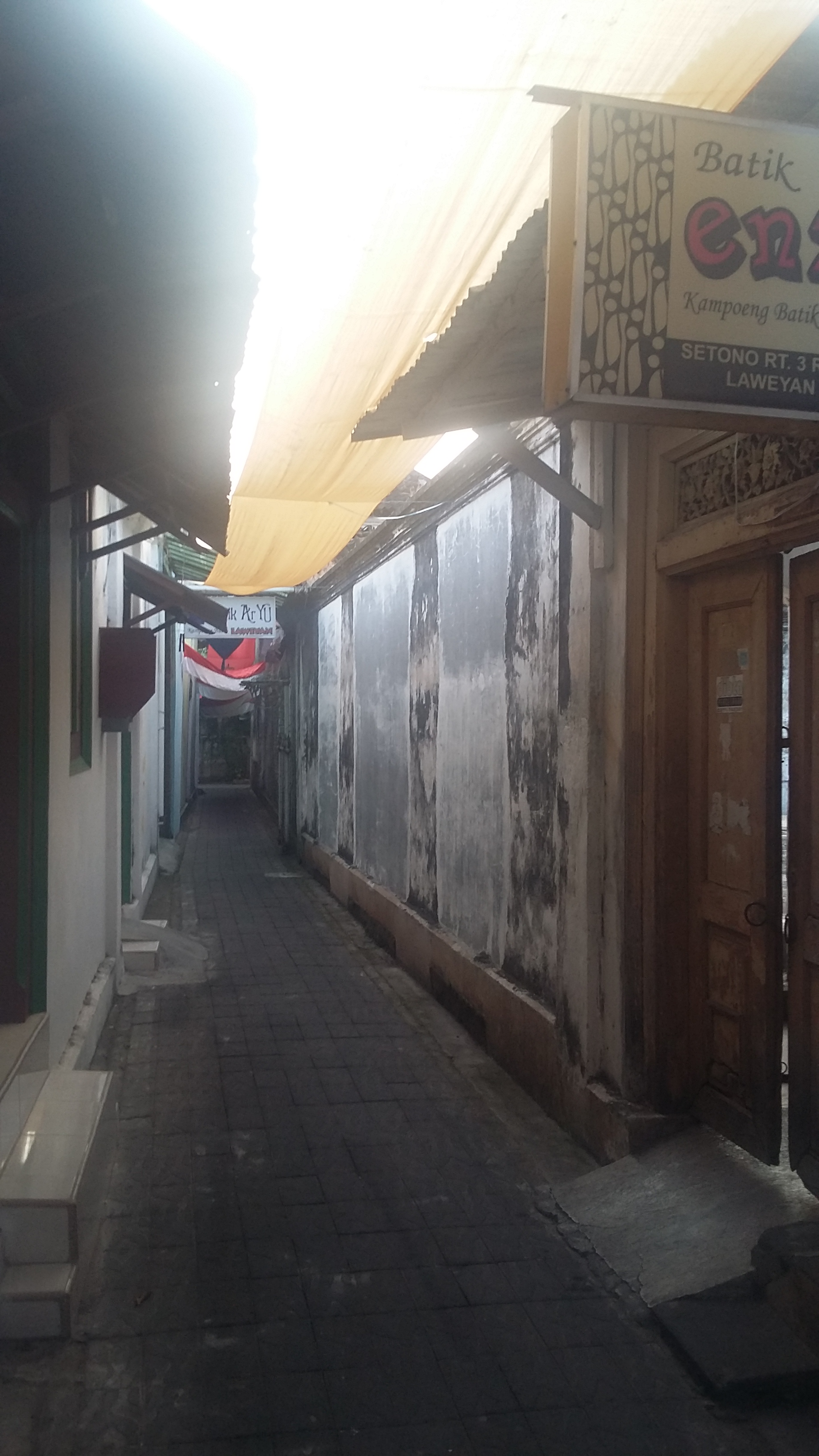
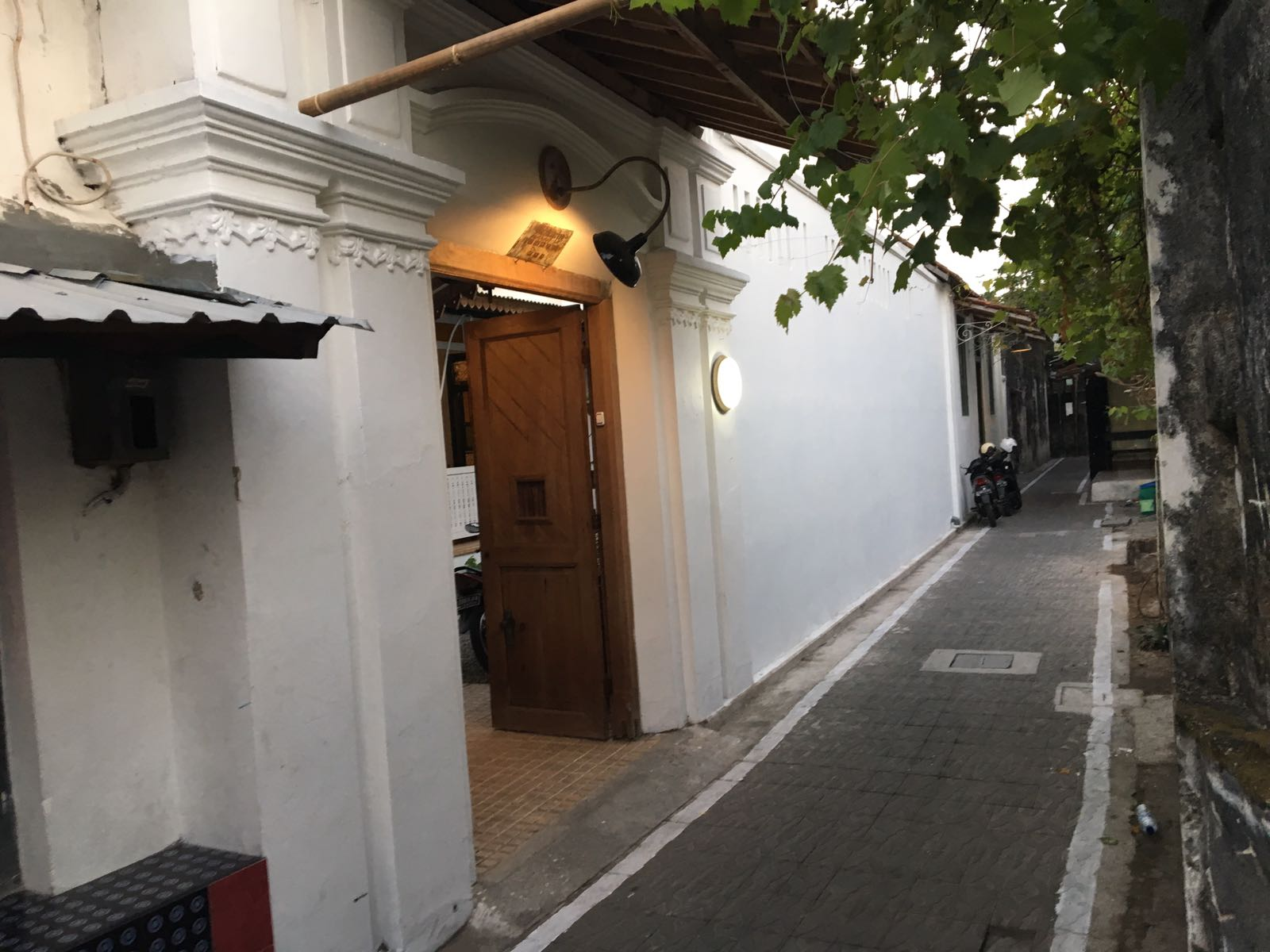
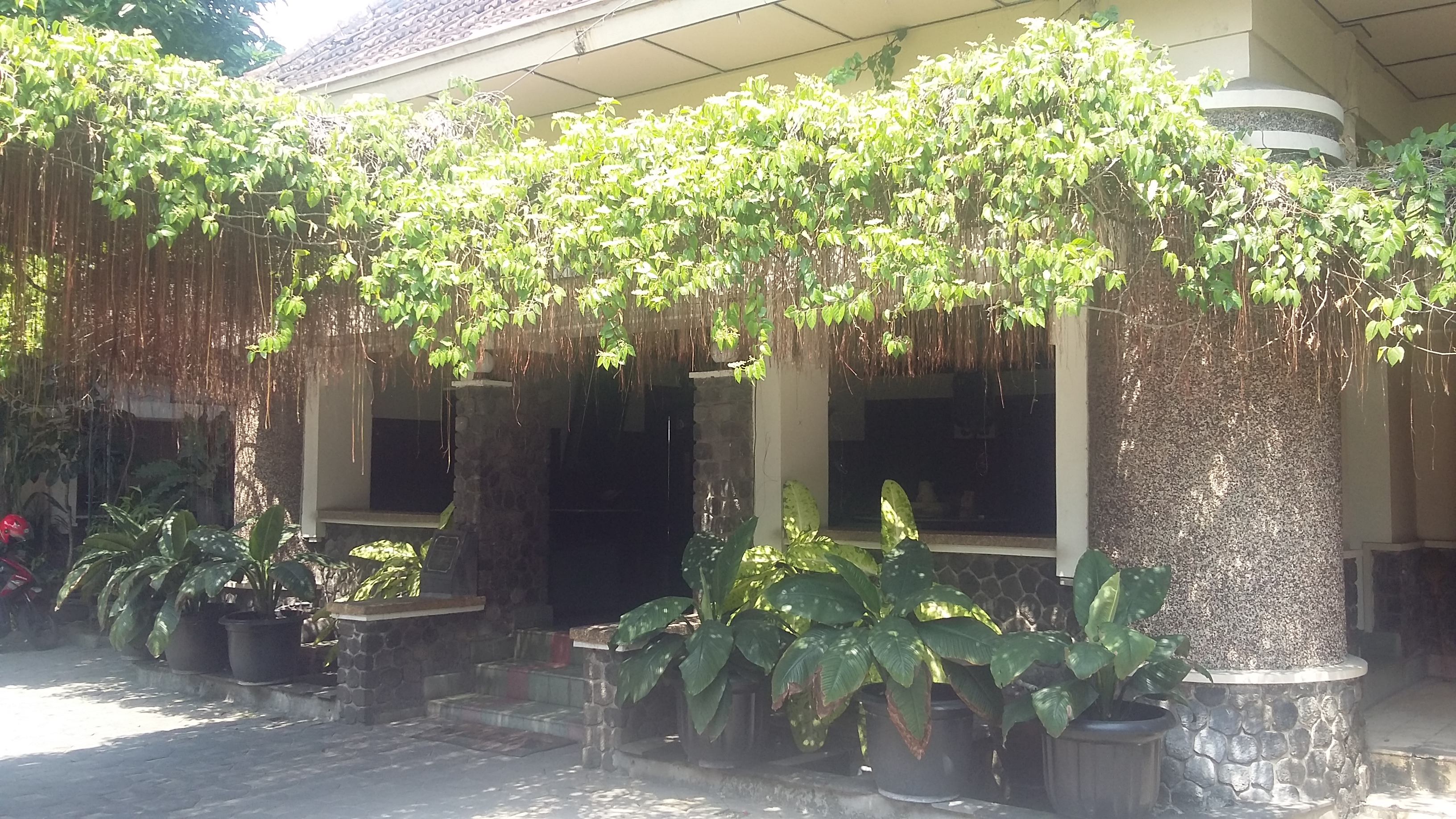
Façade de l'hôtel "Roemahkoe"
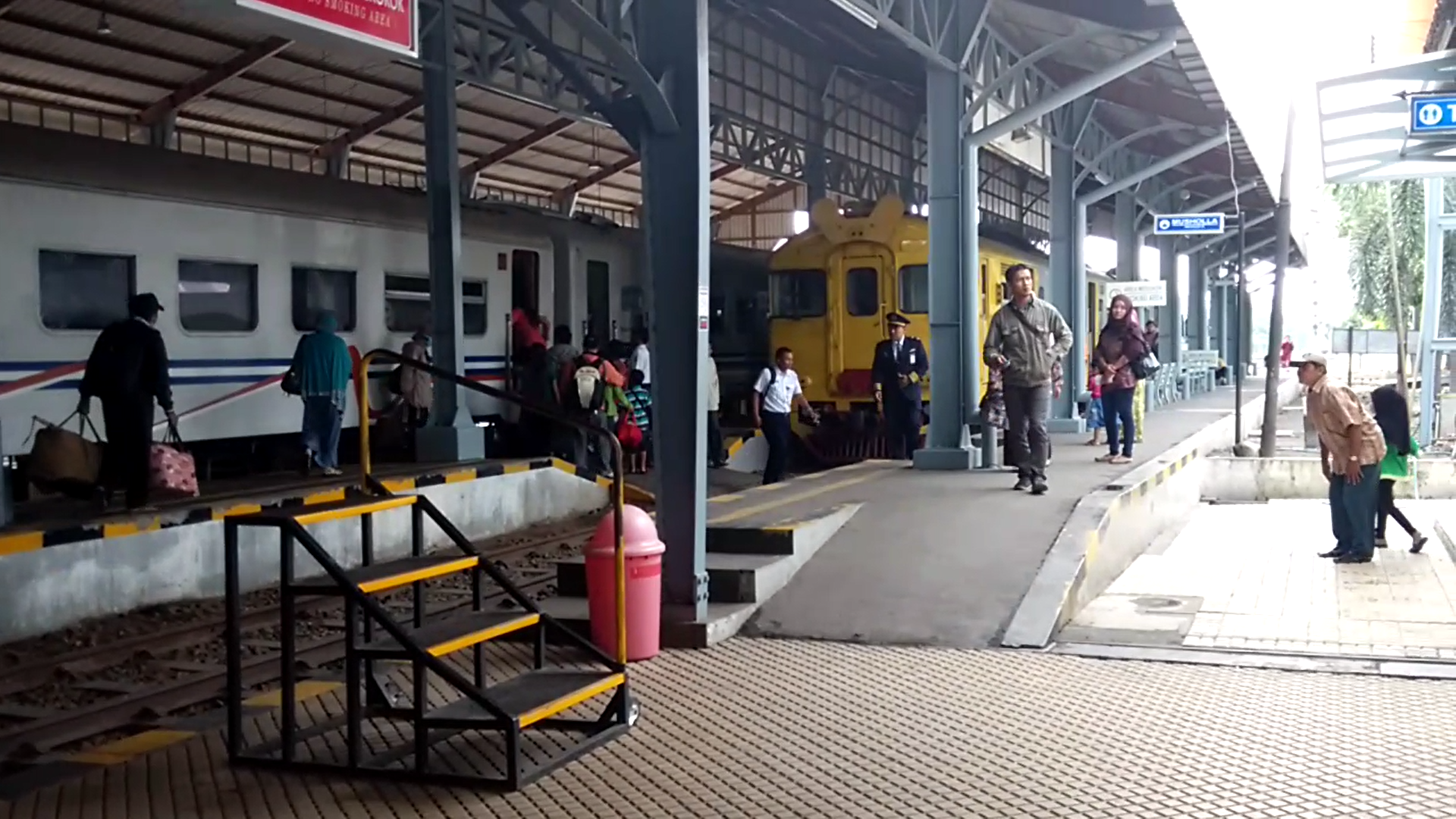
La gare de Purwosari